# علی افتخاری نسب
علی‌افتخاری نسب (زاده ۱۳۴۷ ساری) نقاش، تصویرگرو طراح ایرانی ساکن شهر ساری مرکز استان مازندران است.
اولین مدرس تخصصی کنکور هنر در ساری از سال 1373
کلاس های حضوری و آنلاین 

## زندگی
علی افتخاری نسب در سال ۱۳۴۷ در ساری متولد شد. او مدرک لیسانس خود را در رشته صنایع دستی سال ۱۳۷۱ از دانشگاه هنر تهران و فوق لیسانس طراحی صنعتی را در سال ۱۳۷۵ از دانشگاه آزاد تهران مرکز دریافت کرده‌است. وی با بیش از ۲۰ سال سابقه فعالیت هنری تا کنون بیش از ۱۵ نمایشگاه انفرادی و گروهی در داخل و خارج از کشور را در کارنامه هنری خود داشته‌است.

## فعالیت‌های حرفه‌ای
مدرس نقاشی و مدیر گروه گرافیک دانشگاه فنی و حرفه‌ای قدسیه ساری و مدیر و مدرس آموزشگاه آزاد هنر (ایران گرافیک) ساری از سال ۱۳۷۶ تاکنون، داور بخش نقاشی جشنواره هنرهای تجسمی مراکز تربیت معلم کشوردر سال۱۳۹۰، نمایشگاه جهانی تصویرسازان کتاب کودک، شارجه، امارات متحده در سال۲۰۱۲، نمایشگاه گروهی نقاشان نوگرای مازندران موزه صبا در سال۱۳۸۶، نمایشگاه اولین جشنواره طراحی معاصر ایران (یادوارهٔ دکتر سندوزی)، موزه هنرهای دینی در سال۱۳۸۶، تقدیر شده دومین جشنواره بین‌المللی تجسمی فجر در رشته نقاشی در سال ۱۳۸۸، چاپ آثار در دو دوره کتاب تصویرسازان سال ۱۳۸۶، از جمله فعالیت‌های هنری این هنرمند محسوب می‌شود.
آثار وی به چند دوره تقسیم شده‌است. به گفته او، کارهای دوره اول (سبز) در فضای سمبولیسم شرقی قرار دارد و بیشتر آن‌ها نمایانگر فضایی معنوی، عرفانی و ایرانی هستند، که البته در برخی از آن‌ها نگاهی انتقادی و دوگانه به مضامین صورت گرفته‌است. (مانند اثری که در آن فیگورهای شیدا گونه با سیبل نشانه‌گیری مورد هدف قرار گرفته‌اند) و اما آثار دوره دوم که دل‌مشغولی اکنون اوست، شامل موضوعات اجتماعی و روزمره انسان امروزی در عصر ارتباطات و کامپیوتر است که نام آن را «آیکونیسم» گذاشته‌است.»
افتخاری نسب در مصاحبه خود در هنگامه نمایشگاهش در گالری ساربان گفت: «در این آثار انسان‌هایی مکانیکال و روبات گونه با پوششی امروزی (و البته ایرانی) هندسی وار و نمادین با پیکتوگرامهای مختلف ترکیب شده‌اند و گویی با آن مسخ شده و ناخواسته اختیار از آن‌ها سلب شده‌است. آنان محکومیت گریزناپذیر محتوم بشری را تا ابد پذیرفته‌اند.»
علی افتخاری دربارهٔ سوژه کارهایش می‌گوید:همه انسان‌ها بی شک دارای دو بعد زندگی هستند، بعد اول معنوی و روحانی است که در این دوران کمیاب تر است، بعد دوم روزمرگی و دلمشغولی مکانیکال امروزی است. بیشتر آثاری که در این نمایشگاه ارائه شده‌اند بعد و دنیای اول را به نمایش می‌گذارند، انسانهایی که مخاطبین و عموم بیشتر با آن مأنوس هستند چرا که به عقیده من کمبودهای آن به خصوص در جامعه مابیشتر محسوس است اما در آثار دسته دوم که تعداد محدودی از آنها (تست گونه) را ارائه نمودند فضاهای در هم تابیده فضاهای شهری را غرق در پیکتوگرام‌ها و نمادها نشان داده‌ام، در اینجا آدمیان نیز همانند پیکتوگرام‌ها و آیکن‌ها به مانند نقشی در صفحه ترسیم می‌شوند، شاید دور ماندگی و درماندگی اجتماعی و مهجوریت انسان را نشان می‌دهند.

## آثار
برای تماشای آثار به وبگاه هنرمند مراجعه کنید

## جوایز
- ۱۳۹۰ کسب رتبه برتر همایش ملی پژوهش و فناوری دانشگاه فنی و حرفه‌ای کشور
- ۱۳۸۸ تقدیر شدهٔ دومین جشنواره بین‌المللی تجسمی فجر در رشته نقاشی
- ۱۳۸۶ انتخاب اثر از میان ۱۱اثر یرگزیده جایزه جهانی ادیان توحیدی (تصویرسازی موزه هنرهای دینی)